# Allen megye (Kansas)
Allen megye az Amerikai Egyesült Államokban, azon belül Kansas államban található. Megyeszékhelye és legnagyobb városa Iola. Lakosainak száma 12 526 fő (2020. április 1.). Allen megye Anderson, Neosho, Linn, Bourbon, Coffey, Woodson és Wilson megyékkel határos.

## Népesség
A megye népességének változása:
| Lakosok száma | 13 359 | 13 350 | 13 349 | 13 124 | 12 717 | 12 526 |
|               | 2010   | 2011   | 2012   | 2013   | 2015   | 2020   |